# Georg Bucher (Schauspieler)

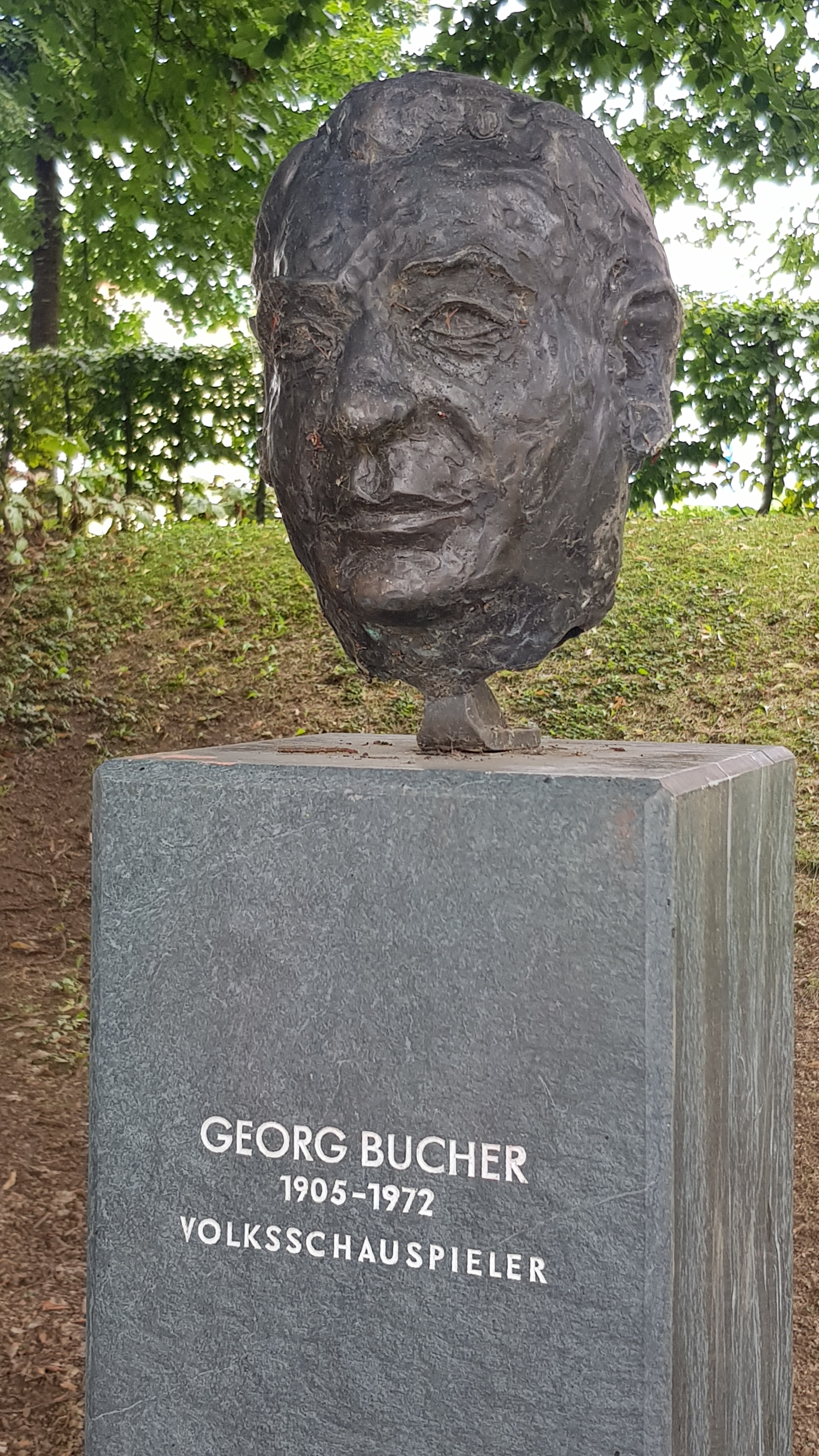
Büste im Achterjäger-Park in Klagenfurt am Wörthersee

Georg Bucher (* 8. Dezember 1905 in Villach; † 12. Oktober 1972 in Klagenfurt) war ein österreichischer Volksschauspieler. Durch seine Rundfunktätigkeit erlangte er in seinem Heimatbundesland Kärnten große Bekanntheit. Mit seiner Fähigkeit, die verschiedenen Kärntner Dialekte perfekt zu interpretieren, war er dort lange Zeit der volkstümliche Sprecher Nummer eins.

## Leben
Buchers Eltern, der ehemalige, aus Obervellach stammende Schuhmacher Georg Bucher sen. und die in Wien geborene Theresia Bucher (geb. Sperl), zogen kurz nach der Geburt ihres einzigen Sohnes nach Klagenfurt. Bucher wuchs hier in der Völkermarkter Vorstadt auf, besuchte das Gymnasium, das er aber abbrach und mit 16 Jahren begann, erste Rollen in studentischen Theatergruppen zu übernehmen.
1934 trat er eine Stelle als Bibliothekar in der Klagenfurter Arbeiterkammer-Bücherei an, die er erst 1958 aufgab.
In den 1930er-Jahren gehörte Bucher verschiedenen Kärntner Laienspielgruppen an. Zu deren Repertoire zählten heitere und ernste Volksstücke, wie Grabers „Kärntner Totentanz“ und „’s Nullerl“ von Karl Morré.
Im Krieg besuchte er im Rahmen der Truppenbetreuung verschiedene Stützpunkte, unter anderem auch den Kuban-Brückenkopf in Russland und Monte Cassino in Italien.
Ab 1946 spielte Bucher neben seiner Tätigkeit als Bibliothekar regelmäßig als Gast im wiedereröffneten Stadttheater Klagenfurt. Mit zum Ensemble gehörten damals Grete Bittner und später Herta Fauland.
In den Nachkriegsjahren war er als Künstler auch eng mit dem Wiederaufbau der Rundfunkarbeit in Kärnten verknüpft. Als „der“ Mundartsprecher des Landes wurde er zum „personifizierten Kärnten“, wie ihn der damalige Intendant des  ORF-Studios Kärnten, Peter Goritschnig, bezeichnete. Die von ihm geschaffenen komödiantischen Figuren, allen voran der „Tippeltaler“, verschafften ihm große Beliebtheit im gesamten Sendegebiet. Ab 1949 wurde die heitere Sendereihe „Kärntner Jägerstunde“ mit Bucher als „Jagdchef Schrottmaier“ fast zwei Jahrzehnte lang ausgestrahlt. Darüber hinaus las er im Rundfunk auch häufig Werke von heimischen Dichtern, wie zum Beispiel die seines ehemaligen Schulkollegen Gerhard Glawischnig.
1958 folgte Bucher der Einladung von Herbert Wochinz an das Wiener „Theater am Fleischmarkt“, wo er unter anderem in Stücken von  Feydeau und  Beckett auf der Bühne stand. Noch im Herbst desselben Jahres wechselte er an das Theater in der Josefstadt. Hier trat er bis 1971 in 42 Produktionen und unterschiedlichsten Rollentypen auf. Zwischendurch gastierte er im In- und Ausland, oft in Klagenfurt, in Maria Saal im avantgardistischen „Theater am Tonhof“ und bei den Komödienspielen Porcia. Anfang der siebziger Jahre war er auch in kleineren Rollen in Filmkomödien im Kino zu sehen.

## Ehrungen
- 1951 Goldenen Ehrenmedaille des Österreichischen Rundfunks
- 2005 Denkmal (Büste) im Klagenfurter Achterjäger-Park hinter dem Stadttheater.
- Ehrengrab am Klagenfurter  Friedhof Annabichl
- Georg-Bucher-Gasse in Klagenfurt Viktring
- Der Georg-Bucher-Preis, eine Skulptur, kreiert vom österreichischen Bildhauer Hans-Peter Profunser, wird vom Theater-Service-Kärnten jährlich an engagierte Amateurtheatermacher verliehen[2].

## Trivia
Als Bucher im „Theater am Fleischmarkt“ in Wochinz Inszenierung von  Ghelderodes „Escorial“ zusammen mit Klaus Kinski auftrat, drückte dieser ihm eine eiserne Krone immer wieder so heftig auf den Kopf, dass er nach der Vorstellung regelmäßig verarztet werden musste. „Herbert, der bringt mich um“, beschwerte Bucher sich bei Wochinz. Als Kinski davon hörte, meinte er nur gewohnt verächtlich: „Diese Memme!“. Nichtsdestotrotz urteilten die Oberösterreichische Nachrichten: „Kinski macht aus dem namenlosen […], psychopatischen König […] eine pantomimische Studie, die beim Publikum aber weniger ‚ankam‘ als die schwerfällig-große Menschendarstellung, die Georg Bucher als Narr gab“.

## Filmographie (Auszug)
- 1956: Holiday am Wörthersee
- 1960: Das Donauweibchen (Fernsehfilm)
- 1963: Hotel du Commerce (Fernsehinszenierung)
- 1970: Herr im Haus bin ich (Fernsehinszenierung)
- 1971:  Der Wald (Fernsehinszenierung)
- 1971: Die Kompanie der Knallköppe
- 1971: Die tollen Tanten schlagen zu
- 1971: Rudi, benimm dich!
- 1971: Wenn mein Schätzchen auf die Pauke haut
- 1971: Sankt Peters Regenschirm (Fernsehfilm)

## Hörspiele (Auswahl)
- 1960: Gerhard Fritsch, Franz Hiesel: Die Reise nach Österreich (4. Teil: Lokaltermin) (Wumbheim) – Regie: Gerlach Fiedler (Original-Hörspiel – NDR/ORF)
- 1968: Ciril Kosmač: Teruntera (Lukas) – Regie: Ernst Willner (Hörspielbearbeitung – ORF/HR)

## Diskographie
- Georg Bucher. Geschichten in Kärntner Mundart (1996; Tyrolis)  Kompilation der bekanntesten Geschichten.